# Краснова, Мария Васильевна
Мария Васильевна Краснова (укр. Марія Василівна Краснова; 25 октября 1955 — 28 марта 2022) — украинская учёная-правовед, специалист в области экологического права. Доктор юридических наук (2010), профессор (2012) и член-корреспондент Национальной академии правовых наук Украины. Работала на юридическом факультете Киевского национального университета имени Тараса Шевченко, где занимала должности профессора и заведующей кафедрой экологического права.

## Биография
Мария Краснова родилась 25 октября 1955 года в селе Благодатное Амвросиевского района Сталинской области Украинской ССР. Её родители работали в колхозе. Мария на протяжении четырнадцати лет, начиная с 1973 года работала на заводе «Кристалл» (позже — «Изумруд») в Киеве, где занималась огранкой алмазов в бриллианты и контролем за художественными и ювелирными произведениями. В 1987 году она поступила на юридический факультет Киевского государственного университета им. Т. Г. Шевченко. Ещё будучи студенткой, в 1991 году Мария Васильевна начала работать на должности юриста в юридическом управлении Министерства охраны окружающей природной среды и ядерной безопасности Украины, затем была повышена до ведущего юриста, а ещё позже стала главным юридическим консультантом этого управления.
В 1992 году она окончила университет и в сентябре 1993 года начала работать в нём. Сначала она была ассистентом на кафедре экономического права (с 1993 года — кафедра хозяйственного права). В 1996 году в вузе была создана кафедра трудового, земельного и экологического права, на которой Краснова девять лет работала доцентом. В следующем году она защитила диссертацию по теме «Гарантии реализации прав граждан на экологическую информацию» на соискание учёной степени кандидата юридических наук. В 2001 году ей было присвоено учёное звание доцента. Тогда же она была награждена нагрудным знаком Министерства образования и науки Украины «Отличник образования Украины». В 2010 году М. В. Краснова защитила докторскую диссертацию по теме «Проблема компенсации вреда по экологическому законодательству Украины», в том же году ей была присвоена учёная степень доктора юридических наук. В 2010—2011 годах она занимала должность профессора на той же кафедре.
Одновременно с научной деятельностью по исследованию экологического, земельного, административного, гражданского, хозяйственного и международного права, Мария Васильевна занималась практической и редакционной работой. Она участвовала в работе над внедрением в украинское законодательство норм Орхусской конвенции, проектом закона Украины «Об оценке влияния на окружающую среду», была членом научно-консультационного совета при Верховном суде Украины. Входила в состав радакционных коллегий и научных советов периодических изданий «Вестник Киевского национального университета имени Тараса Шевченко. Серия: Юридические науки», «Частное право» (дополнение к журналу «Право Украины»), «Экологическое право Украины». Входила в специализированные учёные советы по защите кандидатских диссертаций Киевского национального университета имени Тараса Шевченко, Национального университета «Одесская юридическая академия» и Национального университета биоресурсов и природопользования.
В 2011 году из кафедры трудового, земельного и экологического права была выделена кафедра экологического права, которую возглавила Мария Васильевна. Одновременно с этим преподавала в Национальном университете «Киево-Могилянская академия». В 2012 году ей было присвоено профессорское учёное звание. В 2018 году вошла в редакционную коллегию и авторский коллектив 14-го тома «Экологическое право» Большой украинской юридической энциклопедии. Продолжала оставаться заведующей кафедрой до конца июня 2019 года, а затем работала на ней же профессором. В 2020 году Мария Краснова была избрана членом-корреспондентом Национальной академии правовых наук Украины. Скончалась 28 марта 2022 года.